# Krynytchky
Krynytchky (en ukrainien : Кринички) ou Krinitchki (en russe : Кринички) est une commune urbaine de l'oblast de Dnipropetrovsk, en Ukraine et du raïon de Kamianske. Sa population s'élevait à 4 302 habitants en 2022.

## Géographie
Krynytchky est arrosée par la Mokra Soura (en ukrainien : Мокра Сура), qui forme un chapelets de réservoirs en amont et en aval de la localité. Elle est située à 19 km au sud de Kamianske, à 41 km à l'ouest de Dnipro et à 366 km au sud-est de Kiev.

## Histoire
La fondation officielle de Krynytchky remonte à l'année 1769 avec l'installation de Cosaques. Le village accéda au statut de commune urbaine en 1958.

## Population
Recensements (*) ou estimations de la population :
| 1959* | 1970* | 1979* | 1989* | 2001* |
| ----- | ----- | ----- | ----- | ----- |
| 6 031 | 3 028 | 3 936 | 4 945 | 4 733 |

| 2009  | 2010  | 2011  | 2012  | 2013  |
| ----- | ----- | ----- | ----- | ----- |
| 4 389 | 4 391 | 4 378 | 4 340 | 4 302 |